# 高室神社
高室神社（たかむろじんじゃ）は静岡県掛川市大渕にある神社。近代社格制度における社格は無格社。

## 概要
安産祈願、厄除、交通安全祈願に御利益があるとされる。

## 由緒

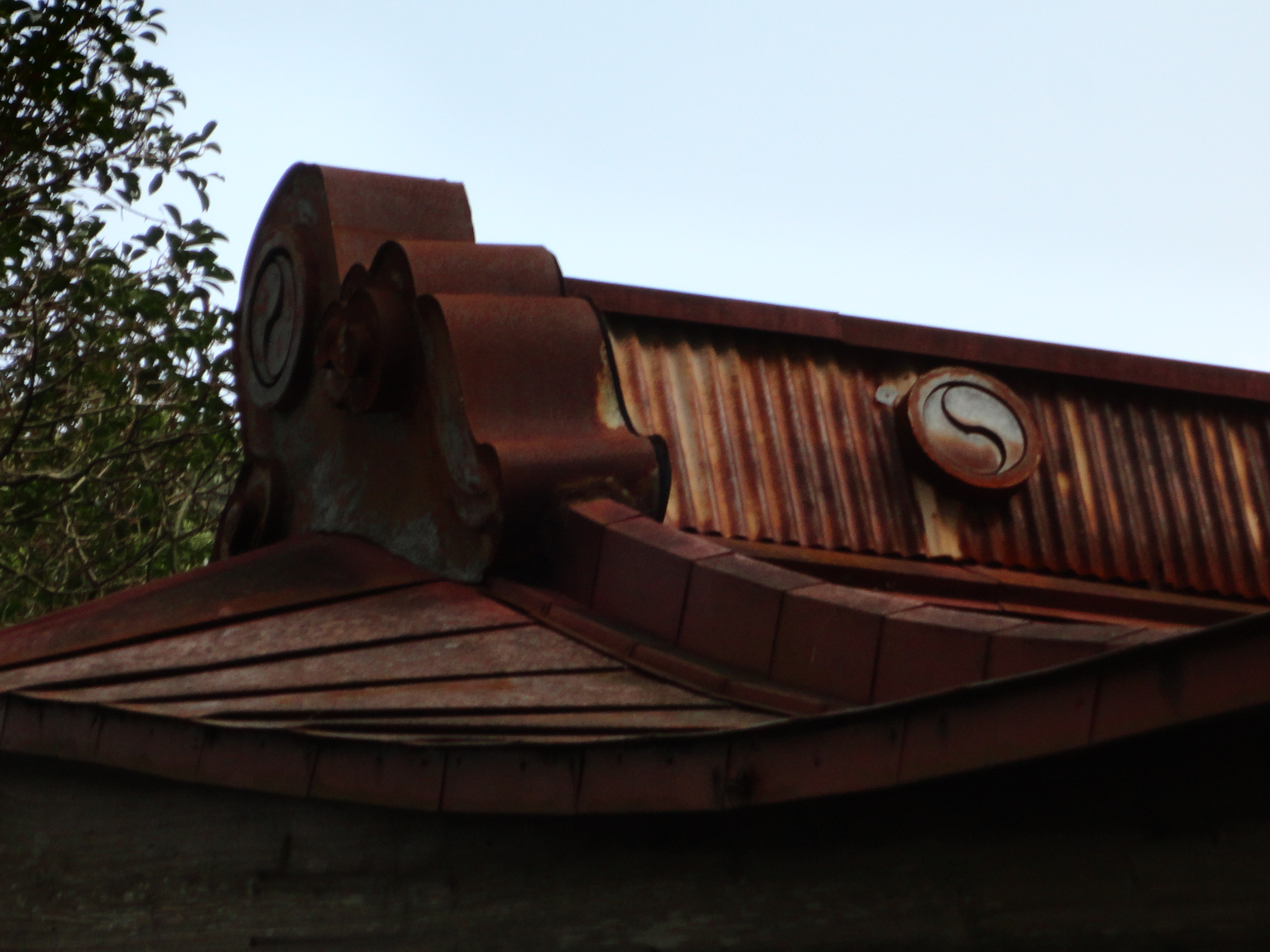
高室神社（屋根）／丸に右二つ巴紋（右側）・丸に左二つ巴紋（左側）

長寛年間（1163年 - 1164年）、村に疫病が流行し多くの村民が病に倒れていた。陸奥国出身の進士清蔵というものが陸奥国塩竈六所大明神（塩土老翁・事勝国勝命・猿田彦命・岐神・興玉命・太田命の同体異名の６座）の御写しを請願して当地に奉斎したところ疫病が止んだため村民一同で創立したといわれる。
明治維新後の近代社格制度においては無格社とされていた。

## 関連事項
- 進士氏